# THE TRUMP 〜傷ついたアメリカ、最強の切り札〜
『THE TRUMP 〜傷ついたアメリカ、最強の切り札〜』（ザ・トランプ きずついたアメリカ さいきょうのきりふだ、Crippled America: How to Make America Great Again）は、2015年にサイモン&シュスターよりハードカバーで出版された、実業家で後に第45代アメリカ合衆国大統領に就任するドナルド・トランプのノンフィクション書籍である。ハードカバー版から8か月後、 『Great Again: How to Fix Our Crippled America』と改題されてペーパーバックで再出版された。前作『タフな米国を取り戻せ: アメリカを再び偉大な国家にするために』（2011年）が2012年アメリカ合衆国大統領選挙を念頭に置いて書かれたと同様に、本書は2016年選挙に保守的な綱領で出馬したトランプの政治課題を概説している。
トランプは、何故自身がアメリカの有能な指導者となる理由を主張し、保守的な価値観を貫くことを共和党員に保証している。彼は選挙活動中の自身の決断を擁護しつつ、メディアによる自身の報道を批判している。トランプは自身のビジネス専門知識は政府の成功に繋がると主張し、自身の「アウトサイダー」としての立場は協定交渉に活用できると断言している。国内政策の問題では、トランプは国境警備の強化と医療保険制度改革法の廃止を提言している。外交政策では、中国が自由貿易に与える影響を批判的に論じている。
本書は『ニューヨーク・タイムズ』のベストセラーリストでは初登場5位となった。NPRは本書について、トランプの政治的アジェンダの基本的なアウトラインを提供するのみであり、似たような選挙運動本の典型であると評している。『オン・ジ・イシューズ』の書評は肯定的であり、トランプには特定の政治スタンスがないという批判の信憑性が否定されていると指摘した。『ニューヨーク・タイムズ』の記者のミチコ・カクタニは、トランプがビジネス・ベンチャーを自慢している一方で、アメリカについてディストピア的な見解を示していると批判した。本書の文体についてCNNのジェレミー・ダイアモンドは、「トランプのトレードマークである単調な文章に、余談を散りばめられている」と評している。

## 内容
本書の中でドナルド・トランプは、2015年までの過去に20年間のアメリカについての見解を述べており、彼は職業政治家、特定利益団体、ロビイストが国の衰退の原因であると主張している。本書を通してトランプは当時の大統領のバラク・オバマを批判し、また自分自身は報道メディアから不当に批判を受けていると主張している。トランプはジャーナリスト、特にメーガン・ケリーが、世論調査で予想外に彼の支持率が上昇した結果、不利な質問をしてきたと述べている。一方でトランプはメディアの恩恵についても述べており、自身の率直な性格や誇張表現がより多くに人の目に触れることに繋がっていると指摘している。トランプは政治的見解を以前から翻したことについて、「私も何年か前、民主党がこの国にしていることに気づき、支持政党を変えた。今の私は大きな志を持った保守の共和党員だ。私は共和党に入ろうと決心した訳ではない。私は元々、共和党的な人間だったのだ」と主張している。トランプは国内と外交問題についての政策を概説している。
アメリカの国内政策について、トランプは本書を移民、医療、経済、教育、社会プログラム、エネルギーの章に細分化して論じている。トランプはアメリカへの不法移民を抑制する改革を擁護し、アメリカの移民制度は凶悪犯罪者の入国を許してきた失敗であると指摘している。トランプはメキシコとの国境の警備強化を提案しており、これには実質的な国境の壁の建設と聖域都市への連邦予算の削減が含まれている。医療保険制度改革法に反対するトランプは、その連邦法を廃止し、自由市場医療制度への置き換えを支持している。トランプは経済成長を促すためにアメリカのインフラストラクチャーへの投資を擁護している。トランプは自身の計画によって1300万人の雇用が創出され、フランクリン・D・ルーズベルトのニューディール以来最大の好景気になると主張している。教育問題に関してトランプは教育省を廃止し、学校には生徒獲得競争をさせ、教育政策の決定権を州レベルに戻すべきだと主張している。トランプは社会保障に賛成しており、代替エネルギー源には批判的で、気候変動の原因は人類であるという説には懐疑的である。
外交問題についてトランプは、中国がアメリカに与える影響について批判的に論じている。本書は中国をアメリカの貿易の「敵」と呼び、さらに中国政府による通貨操作と企業スパイを非難している。トランプは中国企業との経済的関係を語り、アメリカには国際貿易取引の交渉に確固たるリーダーが必要と考えている。彼は問題が複雑であるが、中国経済はアメリカとの貿易に大きく依存していると結論づけている。本書で掘り下げられている他の重要なテーマには、シリア難民危機、イラクとアフガニスタンにおける戦争、ISILとの戦いなどがある。
本書ではトランプの政治思想と個人的な逸話が交えられている。トランプは父親としての自身の長所と夫としての短所を振り返り、過去2回の結婚失敗について自らを責めている。本書の中でトランプは父のフレッド・トランプの指導の下で経験を積み、人生の教訓を得た時期について述べている。本書の巻末には「著書、ドナルド・トランプについて」の章がもうけられており、トランプの金融資産や不動産投資の概要が紹介されている。トランプは、自身のビジネスでの実績が成功の規範となっており、自分はリーダーとしてアメリカが「再び勝利」し始めることに貢献できると主張している。トランプは政治家転身についてより詳しく説明している。トランプは政治家としてのアウトサイダー的な立ち位置と民間企業での経験は、容易に政府の成功に繋がると主張し、また、世界的な金融取引の交渉における自身の専門知識は国際舞台の外交取引の仲介に活用できると述べている。

## 執筆と出版
本書は2016年アメリカ合衆国大統領選挙期間中にトランプの保守的な見解を示す宣伝の役割を果たした。本書以前にトランプは『The America We Deserve』（2000年）と『タフな米国を取り戻せ: アメリカを再び偉大な国家にするために』（2011年）という2冊の政治書を出版しており、前者は2000年アメリカ合衆国大統領選挙、後者は2012年アメリカ合衆国大統領選挙の綱領であった。本書は、反トランプ派に対しては彼が正当な政治的立場を取っていることを示すと共に、共和党員たちに対しては彼が頑固な保守派であることを再確認させようとしている。
正式な共著者はクレジットされていないが、トランプは多作なゴーストライターのデヴィッド・フィッシャーの協力を得ている。『ニューヨーク・デイリーニューズ』はこの共同執筆の目撃者の「彼（ドナルド）は、一連の電話と選挙演説の断片を使ってこれを路上で完成させた」という証言を引用した。2021年にフィッシャーは本書について語っており、トランプは内容には興味を示さず、代わりに「彼にとって何よりも重要なのは写真だった」と明かした。
トランプは2015年、本書の陰鬱な原題は、原書の表紙の写真にインスピレーションを受けたものであると証言している。彼は「ただ粗悪な写真が1枚あった。それはひどい、ひどい、粗悪な写真だった。まるで意地悪な顔の男のようだった。（中略）私は、「我々はこれを『傷ついたアメリカ』（Crippled America）と呼ぼう。だって、その通りだから。『傷ついたアメリカ』だ」と言ったんだ」と述べた。一方で本書の序文では、題名から写真を選んだと述べている。いずれにせよ、トランプは数々の宣伝活動の中で本書について語るときは表紙の件に限定していた。
本書は2015年にサイモン&シュスターよりハードカバーで初版が出版された。同年には電子版とジェレミー・ローウェルによるオーディオ版が出版された。2016年の大統領選挙運動中、本書は『Great Again: How to Fix Our Crippled America』と改題され、新しい序文とより明るい写真の表紙に変更されたペーパーバック版が出版された。本書はデンマーク語、フランス語、ドイツ語、日本語、韓国語、ポーランド語、ベトナム語でも出版された。

## 売り上げと評価
本書を発表するために、トランプは2015年11月3日にニューヨークのトランプ・タワーで記者会見とサイン会を開いた。トランプは『Good Morning America』、『Fox & Friends』、『Live with Kelly & Michael』、『Hannity』、『Morning Joe』、『Infowars』といった番組で本書を宣伝し、10月から11月にかけての集会で言及し、本書について31回ツイートした。2016年6月にトランプは「私は宣伝も何もしなかったのに、それでも大成功だった」と振り返った。
本書は2015年11月12日付けの『ニューヨーク・タイムズ』のベストセラーリストのハードカバー・ノンフィクション部門で、共和党候補者のベン・カーソンの著書『A More Perfect Union: What We the People Can Do to Reclaim Our Constitutional Liberties』に次いで初登場5位であった。本書は『ニューヨーク・タイムズ』のベストセラーリストには計13週掲載された。ニールセン・ブックスキャンによると、本書は2016年の政治家候補者が出版した他の全ての書籍を上回り、2016年3月までにペーパーバック版の在庫はなくなり、ハードカバー版は19万9000部を売り上げた。トランプは同年、本書の総売上から100万ドルから500万ドルの収入を得たことを明かしている。トランプは収益の全額を慈善事業に寄付すると偽っていた。
『NPR』は本書を「新境地を開拓したとは言い難く」、「文学作品というより政治的道具として機能している」他の選挙運動本と同等であると評した。『King's Review』のクリス・タウンゼントは、本書の一文を引用しながら「この本には繊細で洗練された部分は少ない」と評した。タウンゼントは本書がトランプの初期作品『トランプ自伝 アメリカを変える男』（1987年）と同様、「トランプはアメリカにとって最高の取引をするビジネスマン」として描かれていると指摘した。さらに彼は本書が「何よりもまずビジネス書」であり、これまでの著書のテーマを国家規模に翻訳したものであると評した。『On the Issues』のジェシー・ゴードンは本書を好意的に評価し、「トランプは具体的な政策選択を、彼独特のスタイルで、具体的かつ実質的に述べており、どのようにその結論に至ったかを詳述している」と述べている。
『ニューヨーク・タイムズ』の記者のミチコ・カクタニは、本書がトランプのビジネス・ベンチャーを自慢している一方、アメリカに対する悲観的でディストピア的な見方を明確にしていると批判した。カクタニは、「多くの点でトランプ氏自身の言葉や文章は、彼の価値観、手口、復讐に焦点を当てた執拗で暗い見通しについて最も鮮明で憂慮すべき姿を提供している」と付け加えた。『ワシントン・タイムズ』のライターのジョン・R・コインは、トランプの率直な性格を「今日の綿密に演出された選挙運動歌舞伎」に対抗するものとして強調した。コインは本書の中での発言に関して、トランプとメディアの相互利益関係を指摘し、「それらは報道され、増幅される。トランプ氏は得をする。そしてメディアも利益を得る」と論じた。CNNのジェレミー・ダイアモンドは、本書はトランプの選挙演説や集会と同様に、「トランプのトレードマークである単調な文章に、余談を散りばめられている」で書かれていると指摘した。ダイアモンドは、本書の内容はトランプの選挙運動を追ってきた人々にはなじみ深いものであるが、「トランプという人物について、そして共和党の指名獲得を目指す中で彼がどのように将来像を描くつもりなのかについて、いくらか光を当てている」と説明した。

## 日本語版
- ドナルド・J・トランプ 著、岩下慶一 訳『THE TRUMP 〜傷ついたアメリカ、最強の切り札〜』ワニブックス、2016年6月8日。ISBN 978-4847094620。